# Loci et Imagines

Proyecto de Ampliación de las Escuelas Mayores, José Secall. 1875

La exposición Loci et Imagines cuyo título completo es Loci et Imagines / Imágenes y Lugares. 800 años de Patrimonio de la Universidad de Salamanca es una muestra organizada desde la Oficina del VIII Centenario de la USAL con motivo de la celebración de sus 800 años de historia, que tuvo lugar de julio de 2013 hasta enero de 2014. La exposición recoge las obras más relevantes del patrimonio-mueble del Estudio salmantino.

## Preámbulo
En el año 2018 el estudio más preclaro de toda España –al decir de Jerónimo Münzer- celebrará su VIII Centenario, una conmemoración que servirá para analizar las múltiples circunstancias que durante ese tiempo han contribuido a configurarlo como hoy es. La puesta en valor de su rico patrimonio es el objeto de Loci et imagines / Imágenes y lugares. 800 años de Patrimonio de la Universidad de Salamanca.
El conocimiento del patrimonio mueble es vital para entender la idiosincrasia del Estudio salmantino; ese este patrimonio –al que hay que sumar los inmuebles universitarios reconocidos como Bienes de Interés Cultural- el que le dispensa una identidad diferenciada de otras universidades hispanas. Aunque los escenarios elegidos no forman parte de la muestra, será difícil que el visitante pueda sustraerse a la monumentalidad de los edificios que la albergan, o la de los lugares por los que transitará para acceder a ellos; así, las Escuelas Mayores, Patio de Escuelas, Escuelas Menores u Hospedería del Colegio Fonseca acabarán integrados en el discurso de una exposición organizada en seis secciones, con un desarrollo temporal que nos llevará del siglo XV, datación del Cielo de Salamanca, a fines del XIX; exceptuando las obras relacionadas con Unamuno o el retrato de Juan Carlos I.

## Estructura de la muestra
La exposición está organizada en seis capítulos. El primer capítulo, La ciudad del Saber, reúne una serie de planos del llamado primer campus universitario. En el segundo, la Real Capilla de san Jerónimo, se contemplará lo conservado de la bóveda pintada por Fernando Gallego junto a dos sinopias depositadas, por orden judicial, en esta Universidad. En el tercero, Ciencia y Cultura caminan de la mano. La Biblioteca es un espacio clave de la biografía de los Estudios. Un recorrido por los lugares en los que ha estado ubicada, así como imágenes de algunos de los protagonistas de estos cambios, conviven junto a personalidades y obras que ilustran su prestigio.El carácter monárquico del Estudio salmanticense tiene su refrendo visual en el capítulo cuarto, la Galería Real, donde se han reunido la serie de retratos de los reyes desde Felipe II hasta el actual. No se entiende la trayectoria histórica de las Universidades, sobre todo durante la Edad Moderna, sin sus colegios, aspecto desarrollado en el quinto capítulo, en los que moraron la mayoría de sus estudiantes. Fundados por destacadas personalidades, en ellos se formó la élite que ocupó los principales cargos civiles y religiosos. El último capítulo reúne los dos álbumes foto-litográficos encargados en 1877 por la propia Universidad para conmemorar la visita de Alfonso XII. Se trata de una iniciativa propia, hecho que constituye un hilo de continuidad con respecto al proceder en épocas y proyectos precedentes, pero mediante un soporte nuevo: la fotografía.

### Capítulo I. La Ciudad del Saber

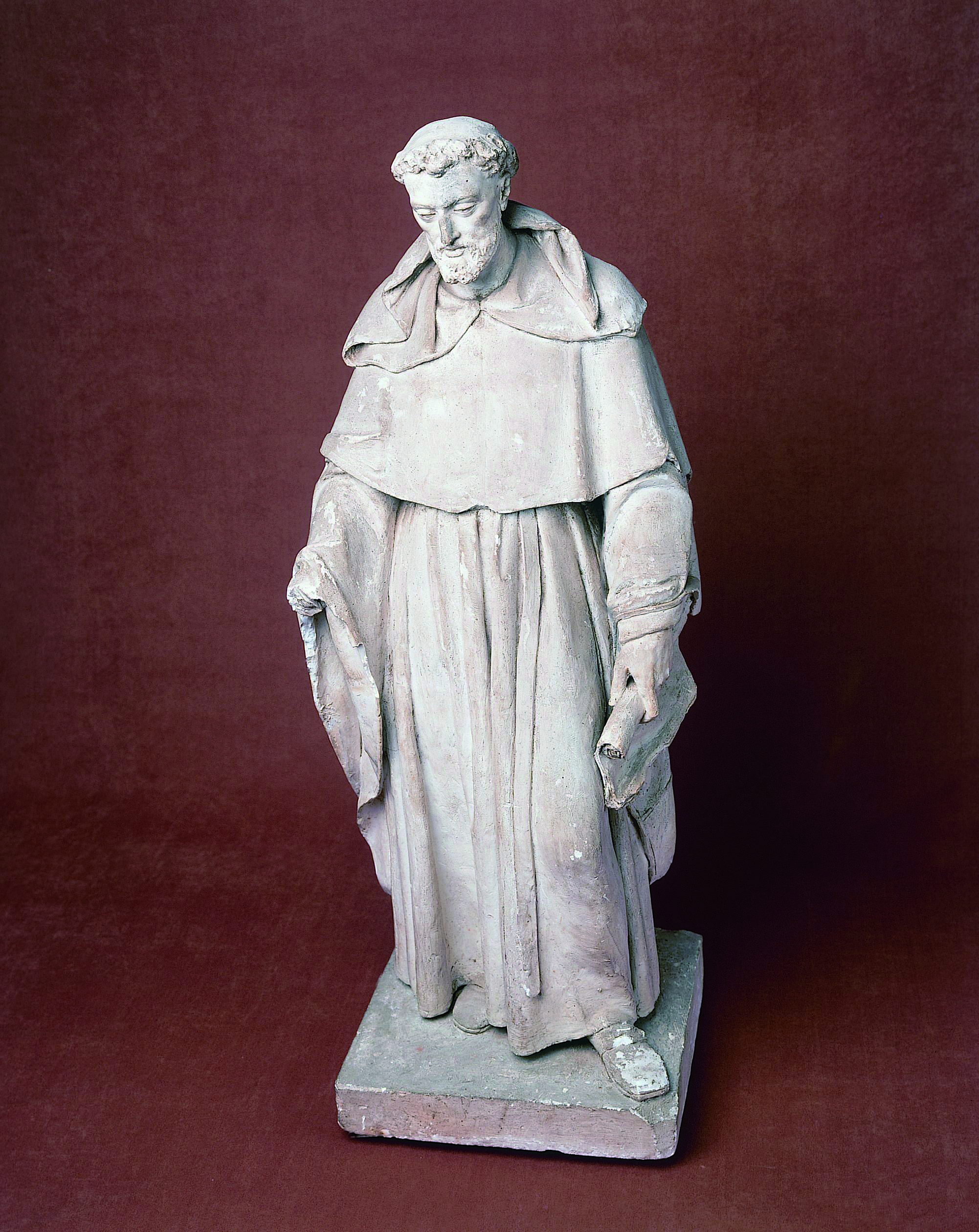
Decíamos Ayer. Nicasio Sevilla.1866

La decisión tomada en 1218 por Alfonso IX de León de que hubiera Estudio en Salamanca constituye necesariamente el punto de partida de lo que hemos denominado La Ciudad del Saber, si bien somos conscientes de que no será hasta la segunda década del siglo XV cuando la institución empiece a erigir algunos de los edificios más emblemáticos de su primitivo Campus –las Escuelas Mayores, Menores y el Hospital de los Estudiantes-, construcciones que al principiar el Seiscientos quedaron ordenadas urbanísticamente alrededor del Patio de Escuelas. Hacer una breve biografía de estos espacios y edificaciones a partir de la planimetría histórica conservada es el objetivo de este capítulo de la muestra.

#### Obras seleccionadas
- Ampliación del edificio de las Escuelas Mayores. José Secall.
- Adoración de los Magos. Francisco de Comontes, atribución.
- Anunciación. Francisco de Comontes, atribución.
- Decíamos ayer (Boceto de fray Luis de León). Nicasio Sevilla.

### Capítulo II. La Real Capilla de San Jerónimo

El Cielo de Salamanca. Fernando Gallego. Hacia 1486

Es muy probable que los únicos espacios contemplados en el primitivo edificio universitario fueran los Generales –para el desempeño de su labor docente- y la Capilla –tanto para oficios litúrgicos como actos relacionados con el ceremonial universitario-. Puesta esta bajo la advocación de San Jerónimo queda por determinar el lugar donde inicialmente estuvo situada, siendo en el transcurso de los siglos XVI y XVIII cuando vea modificada su iconografía inicial. En la primera de las reformas el aumento de altura supuso la desaparición de la primitiva biblioteca y convirtió su bóveda -el conocido como Cielo de Salamanca- en cubierta del ámbito sagrado; por su parte el retablo, del que solo se conservan unos pocos restos, contó entre otros con la participación de artistas tan destacados como Felipe Bigarny o Juan de Flandes.La imagen visual que actualmente ofrece es el resultado de la remodelación efectuada entre 1761 y 1767; una intervención que además de ocultar la bóveda sirvió para sustituir el viejo retablo de madera por el de mármoles que hoy luce, obra de Simón Gabilán Tomé.

#### Obras seleccionadas
- Cielo de Salamanca. Fernando Gallego.
- San Jerónimo. Felipe Bigarny.
- Santa Apolonia y Santa María Magdalena. Juan de Flandes.
- Custodia. Anónimo.

### Capítulo III. La Biblioteca. Cultura y Ciencia

Retrato de Clemente XII. Anónimo. 1739

Sirva la atención que a finales del siglo XV el viajero alemán Jerónimo Münzer prestó en su Viaje por España y Portugal a la primitiva biblioteca –donde nos dejó una descripción de las imágenes pintadas en su bóveda-, los elogios vertidos sobre la segunda por Juan de Álava, Alonso de Covarrubias o Diego Pérez de Mesa, a pesar de las deficiencias técnicas que al poco de su conclusión empezaron a manifestarse y que culminaron con el hundimiento de su bóveda en 1664, o la monumentalidad de la actual, trazada en 1749 por Andrés García de Quiñones, para confirmar el interés que autoridades académicas y benefactores siempre prestaron a esta estancia.Pero no se limita a su arquitectura y mobiliario el interés por este lugar, la riqueza y variedad de sus fondos bibliográficos, adquiridos unos con fondos propios, procedentes otros de donaciones particulares, o de otras bibliotecas, como la de los expulsos jesuitas o de los extintos colegios, hacen de él una ventana a la que asomarnos para comprender la evolución de la ciencia y la cultura a lo largo del tiempo, una evolución en ocasiones protagonizada por algunos de los eximios profesores que enseñaron en sus aulas.

#### Obras seleccionadas
- Puertas del Archivo universitario. Martín de Cervera.
- Clemente XII. Anónimo.
- Beato Juan de Ribera. Gregorio Ferro.
- Bocetos para el monumento a Don Miguel de Unamuno. Pablo Serrano.
- Maniquí anatómico. Mateo de Vangorla.

### Capítulo IV. La Galería de retratos de Reyes y Reinas de España

Retrato de Carlos IV. Agustín Esteve. 1799

El 29 de diciembre de 1629 el maestrescuela informó al claustro de la necesidad que la Universidad tenía de realizar dos retratos de cuerpo entero del rey Felipe II y de su esposa, iniciándose de este modo la galería real que en la actualidad posee el Estudio salmantino. Pintados los seis primeros -los de Felipe II, III y IV, además de sus respectivas esposas- en Madrid por un desconocido Juan Téllez, proceden en su mayoría de talleres cortesanos, habiendo salido algunos de ellos de pinceles tan reputados como los de Antonio Palomino, Antonio González Ruiz o Agustín Esteve, discípulo éste de Francisco de Goya, a quien se le atribuye uno de los dos que la Universidad tiene de Carlos IV. Parece que nunca tuvieron un lugar fijo, si bien el claustro bajo y la sala alta de claustros de las Escuelas Mayores fueron hasta en el siglo XIX sus destinos más habituales. La reforma que en 1861 dio origen al actual Paraninfo perseguía, entre otros objetivos, reunir toda la serie en ese lugar, como así fue hasta comienzos del XX. Actualmente está distribuida por diferentes edificios universitarios.

#### Obras seleccionadas
- Galería de retratos de reyes y reinas de España.
  - Felipe IV. Juan Téllez.
  - Felipe V. Antonio Palomino.
  - Carlos III. Antonio González Ruiz.
  - Carlos IV. Agustín Esteve.

### Capítulo V. La Universidad y los Colegios Seculares

Colegial. Anónimo.

No se entiende la Historia de las Universidades durante la Edad Moderna sin la de los Colegios -Mayores y Menores, Regulares y Seculares- en los que moraron la mayoría de sus estudiantes. Fundados por destacadas personalidades de los ámbitos civil y eclesiástico, vr. gr. Diego de Anaya, Alonso de Fonseca, Fernando Valdés..., y regulada su naturaleza mediante constituciones y todo tipo de documentos legislativos, eran el semillero donde se formaban las personas llamadas a ocupar los principales cargos en las esferas civil y religiosa. Extinguidos la mayoría de ellos durante el aciago siglo XIX, su patrimonio –mueble e inmueble- acabó destruido o disperso, merced a esa gran almoneda que siguió a los procesos desamortizadores decimonónicos.

#### Obras seleccionadas
- Alonso de Fonseca y Acevedo. Pedro Micó, atribución.
- Urna y copón-hostiario de Jueves Santo. Anónimo.
- Sillas de cadera. Anónimo.
- Colegiales. Anónimo.

### Capítulo VI. La imagen de la Universidad en elsigloXIX
En 1877 la Universidad de Salamanca produce dos álbumes fotográficos con motivo de la visita de Alfonso XII a la institución. En estos dos álbumes, entregado uno al rey y otro a la princesa de Asturias, la Universidad lleva a cabo una autorrepresentación de la institución a través de la reproducción fotográfica de sus edificios y algunas de sus dependencias, de las Bulas Pontificias y Cartas reales dirigidas a la Universidad y conservadas en su archivo, de inscripciones grabadas en el claustro de Escuelas mayores, de algunos de los retratos de reyes de España que cuelgan en sus paredes, y de otros detalles artísticos. La Universidad construye en estos dos ejemplares una imagen de sí misma, se representa a sí misma, fundamentalmente a través de su patrimonio arquitectónico (sus edificios y dependencias), de su propia historia, especialmente de su antigüedad, y de diferentes detalles artísticos que tienen que ver con su dedicación o con el contenido de su actividad (la enseñanza, las cátedras, iconografía simbólica del conocimiento o la ciencia) y de su relación con el poder (los papas, los reyes,…). Esta autorrepresentación contiene la elaboración de una imagen propia a partir de dos elementos “sintetizadores”: sus edificios (su patrimonio arquitectónico) y su historia, encarnada en la antigüedad misma de su fundación. La reproducción fotográfica de sus edificios más emblemáticos alcanza en estos dos álbumes una dimensión simbólica decisiva al fundir la imagen o la representación pública de la institución con la de su arquitectura: escuelas mayores, fachada, patio de escuelas. Paralelamente el desarrollo del medio fotográfico da nacimiento a un género decisivo que transforma la percepción, el estudio y la divulgación del patrimonio artístico: la reproducción de obras de arte.

#### Obras seleccionadas
- Álbum fotográfico de la Universidad dedicado a S. A. R. la Princesa de Asturias. Juan Poujade. 1877
- Álbum foto-litográfico de la Universidad de Salamanca, formado con destino a la Exposición Universal de París de 1878. Juan Poujade.